# Язва на Бурули
Язвата на Бурули (известна още като язва на Бейрнсдейл, язва на Сърл или язва на Дейнтрие) е инфекциозно заболяване, което се причинява от Mycobacterium ulcerans. Ранният стадий на инфекцията се характеризира с безболезнен възелче или подута повърхност. Това възелче може да се превърне в язва. Възможно е язвата да бъде по-голяма във вътрешната си част, отколкото на повърхността на кожата, а около нея да има оток. С влошаването на болестта е възможно да се инфектират и костите. Язвата на Бурули най-често засяга ръцете или краката; рядко се появява треска.

## Причина
M. ulcerans освобождава токсин, известен като миколактон, който понижава функцията на имунната система и води до тъканна смърт. Бактерии от същото семейство предизвикат също туберкулоза и проказа (M. tuberculosis и M. leprae, съответно). Не е известно как се разпространява болестта. Възможно е разпространението да е свързано с водоизточниците. Към 2013 г. няма ефективна ваксина.

## Лечение
Ако хората се лекуват рано, антибиотици за осем седмици са ефективни при 80%. Лечението често включва лекарствата рифампицин и стрептомицин. Понякога се използва кларитромицин или моксифлоксацин вместо стрептомицин. Другите лечения могат да включват изрязване на язвата. След излекуване на инфекцията, обикновено остава белег на повърхността.

## Епидемиология
Язвата на Бурули се появява най-често в провинциалните райони на юг от Сахара, особено Кот д'Ивоар, но е възможно да се появи и в Азия, западните части на Тихия океан и Северна и Южна Америка. Такива състояния са възниквали в повече от 32 страни. Годишно се проявяват около пет-шест хиляди случая. Освен при хората, заболяването се среща при редица животни. Албърт Ръскин Кук е първият, който описва язвата на Бурули през 1897 г.